# Emilio Ghisoni
Emilio Ghisoni (1937, Pavia, Itália — 28 de abril de 2008 (71 anos), Pavia, Itália), foi um inventor e designer de armas de fogo italiano, mais conhecido por seu trabalho inovador com revólveres.

## Biografia
Ghisoni nasceu em Pavia, norte da Itália, em 1937, e frequentou a universidade para fazer um curso de estudos clássicos. Seu pai fundou a empresa "Macchine Termo-Balistiche" (MATEBA), que fabricava máquinas para amassar massas e outros equipamentos para processamento de alimentos. A morte de seu pai, que dirigia a empresa, fez com que Ghisoni deixasse a escola em 1956 para aprender o negócio. Mais tarde, ele se tornou engenheiro mecânico e designer de equipamentos de processamento de alimentos.
Entusiasta de armas de fogo, ele tinha interesse em desenhar revólveres. Seus projetos vieram da vontade de melhorar a precisão em competições internacionais de tiro rápido. Ele conseguiu isso alinhando o cano com a câmara inferior do cilindro ao invés do topo, a fim de abaixar o eixo do cano e minimizar a elevação do cano devido ao recuo. Na década de 1970, ele desenhou seu primeiro protótipo: um revólver com cano inferior e cilindro na frente do guarda-mato.
Ele seguiu com:
- Mateba MT1, uma pistola semiautomática .22 LR, produzida em pequenas quantidades em 1980.[3]
- Mateba MTR-8 de 1983.
- Mateba 2006M.
- Mateba Autorevolver.[2]
- Revólver Chiappa Rhino.[4]

Emilio Ghisoni morreu em 2008 com 71 anos de idade após um tumor ósseo.